# Haplodontium reticulatum
Haplodontium reticulatum är en bladmossart som beskrevs av Brotherus 1903. Haplodontium reticulatum ingår i släktet Haplodontium och familjen Bryaceae. Inga underarter finns listade i Catalogue of Life.